# III район (Турку)
III район (фин. III kaupunginosa, швед. III stadsdel) — один из центральных районов города Турку, входящий в Центральный округ.

## Географическое положение
Район расположен к востоку от реки Аурайоки между улицами Каскенкату (Kaskenkatu) и Мартинкату (Martinkatu), а с юга ограничен улицей Купиттаанкату (Kupittaankatu).

## Достопримечательности
Большую часть района занимает центральный спортивный парк в Самппалинна, включающий в себя стадион имени Пааво Нурми.
В районе сосредоточено большое количество объектов культурного значения, в том числе — финский городской театр, музей Вяйне Аалтонена и Биологический музей.

## Население
Несмотря на наличие спортивно-парковой зоны, район имеет одну из самых высоких плотностей населения в Турку: в 2007 году число жителей района составляло 3 094 человек. Дети моложе 15 лет составляли 5 %, а старше 65 лет — 28,58 %. Финским языком в качестве родного владели 87,18 %, шведским — 11,17 %, а другими языками — 1,64 % населения района.